# 札幌ラヂオ放送
札幌ラヂオ放送株式会社（さっぽろラヂオほうそう）は、北海道札幌市中央区に本社・演奏所を置いて超短波放送（FM放送）を行う特定地上基幹放送事業者である。
札幌市中央区、北区、東区、西区の各一部地域を放送区域とし、ラヂオノスタルジアの愛称でコミュニティ放送を行っている。

## 概要
- 本社・演奏所：札幌市中央区南9条西4丁目3-1-2603 AMS NEW TOWER中島
- 送信所：札幌市中央区南9条西4丁目3-1-2603 AMS NEW TOWER中島屋上
- 送信所海抜：188.5m
- コールサイン：JOZZ1AM-FM
- 周波数：78.6MHz[2]
- 空中線電力：10W
- 放送時間：17時00分起点

## 沿革
- 1999年
  - 11月1日 - 放送局（現特定地上基幹放送局）の免許申請が受理される[3]。
- 2000年
  - 3月28日 - 放送局の予備免許取得[4]。
  - 4月19日 - 放送局の免許取得[5]。（無線局免許状等情報「札幌ラヂオ放送株式会社」（総務省電波利用HP））
  - 4月20日 - 放送開始[2]（スタジオ：札幌市中央区南8条西5丁目420 第2マルゲンビル133号室、送信所：北海道札幌市中央区南8条西5丁目420 札幌エクセルホテル東急内[6]）。
- 2003年
  - 3月 - スタジオ・送信所をJRタワーへ移転（スタジオ：オフィスプラザさっぽろ9階、送信所：屋上）[7]。
- 2004年
  - 4月 - オフィシャルショップ「ラヂバーノスタルジア」を開店。
- 2008年
  - テナント料の長期滞納によりJRタワービルから退去。
  - 12月 - スタジオ・送信所をAMS NEW TOWER中島へ移転。
- 2010年
  - 9月 - 「ラヂバーノスタルジア」を閉店。

## スタッフ・技術
代表取締役で設立者の安濃豊は、北海道開発庁職員などを経て、FMわっぴーやラジオカロスサッポロの放送局長を歴任したのち、札幌ラヂオ放送を設立した。同局では安濃自らパーソナリティを務めている。
放送の音質にこだわり、機器に真空管アンプを使用している。

## 編成・経営
中高年をメインターゲットに据え、オールディーズ、クラシック・ジャズ、懐メロ、演歌などを中心とした選曲を行っていることが開局以来の特徴である。
2006年から、視覚障害者を番組制作スタッフに起用したほか、一般に協賛金を募って視覚障害者向けの新聞拾い読み番組を放送するなど「福祉ラジオ」としての番組編成に改められた。その取り組みは新聞やテレビ番組でも取り上げられた。
放漫経営による収支悪化と代表者の長期入院で関係者が去り、テナント料の長期滞納でJRタワーからの退去を余儀なくされた。
また、代表の安濃がギラン・バレー症候群の後遺症による歩行困難のため番組制作が不能となったことで、番組編成の大幅な改変が行われた。以降、リスナーや講演会での自発的寄付金などによる運営に経営形態が改められた。
株主総会・役員改選といった会社運営に必要な手続等が全く行われていない状況であるが、安濃は自身のブログで無借金経営である、放送収入もゼロであるが、維持経費もゼロという究極的な健全経営だと述べている。
なお、局の公式ブログは2007年3月以降更新がされておらず、詳細な番組情報を参照することができない状態が続いている。

## 主な番組
- 「ラヂオ学問所・嫌なら聞くな」 パーソナリティ：安濃豊
  - 月曜 - 金曜（祝祭日除く）18時30分頃 - 20時00分頃まで
  - 土曜・日曜は終日「ラヂオ学問所・嫌なら聞くな」の再放送。
  - 番組OP曲は「ミス・オーティス・リグレッツ」（ベット・ミドラー）

## 過去の主な番組
- 月曜 - 金曜
  - アフタヌーンJAZZクラブ、ジュークぼっくす☆、ラヂバーブロックス
- 月曜 - 木曜
  - プレスリータイム、イージーリスニングの時間、おとなのラヂノス
- 月曜・木曜
  - がんばれ入院患者さん
- 月曜・水曜・木曜・土曜
  - TEA BREAK
- 火曜
  - ミュージックブレイク
- 火曜・水曜
  - ちょっと一息
- 金曜
  - 民話の時間、クール･ブリタニア、ロシアの夕べ、スナック7 ハワイ番外編（ハワイの日系人向けAM放送局KZOOで製作されている「ラジオ ホノルル・ハワイ 電話応答の時間 もしもしタイム」。ハワイ、関西、沖縄、札幌の4元中継。隔週）、そらのコンサート（JRタワー屋内展望室にて公開生放送。隔週）
- 金曜・土曜
  - ろば'sすとあ～!
- 土曜
  - ウィークエンドアラカルト、命と言う贈りもの、ラヂノス福祉の広場、クラシックアワー、Re:フレッシュ
- その他の過去の番組として、下記も放送されていた。
  - ハチのアナログオールディーズ（一般的な意味のオールディーズではなく、担当パーソナリティの趣旨・コンセプトで「クラシックからビートルズまで」を選曲範囲としていた番組。番組テーマ曲（OP曲 兼 ED曲）は「マリア・エレーナ」（ロス・インディオス・タバハラス））

## ネット放送への取り組み
かつては、2007年3月10日まで更新されていた公式HPより、インターネット放送を配信していた。